# Campanha de Napoleão na Síria
A Campanha de Napoleão na Síria foi uma expedição organizada e executada por Napoleão Bonaparte, em 1799, contra as forças do Império Otomano que estavam a ser organizadas com a intenção de libertar o Egito da ocupação francesa. A campanha resultou num fracasso, pois não foi atingido o seu principal objectivo - criar condições para prosseguir até à Índia - e foi interrompida devido a uma contraofensiva lançado no Egito pelo Império Otomano, com apoio britânico.

## Antecedentes
A 19 de Maio de 1798, o “Exército do Oriente”, sob o comando do general Napoleão Bonaparte, iniciou a viagem para o Egito. O objectivo era criar uma plataforma para prosseguir até à Índia, com a finalidade de atacar o crescente poder britânico na zona do Oceano Índico e, por conseguinte, parte importante da sua economia. No dia 1 de Julho, as tropas francesas iniciaram o desembarque no Egito, na Baía de Marabout. No dia seguinte os Franceses apoderaram-se de Alexandria e, depois de desembarcado todo o exército, prosseguiram para o Cairo. No dia 21 de Julho, dá-se a Batalha das Pirâmides, vitória francesa que pôs em fuga os dois governantes mamelucos do Egito: Murade Bei e Ibrahim Bey. No entanto, a população mostrava-se hostil aos Franceses e, depois de o Sultão pregar a guerra santa contra os infiéis, as revoltas sucederam-se. No Cairo deu-se a revolta mais grave, que foi violentamente reprimida a 21 de Outubro.

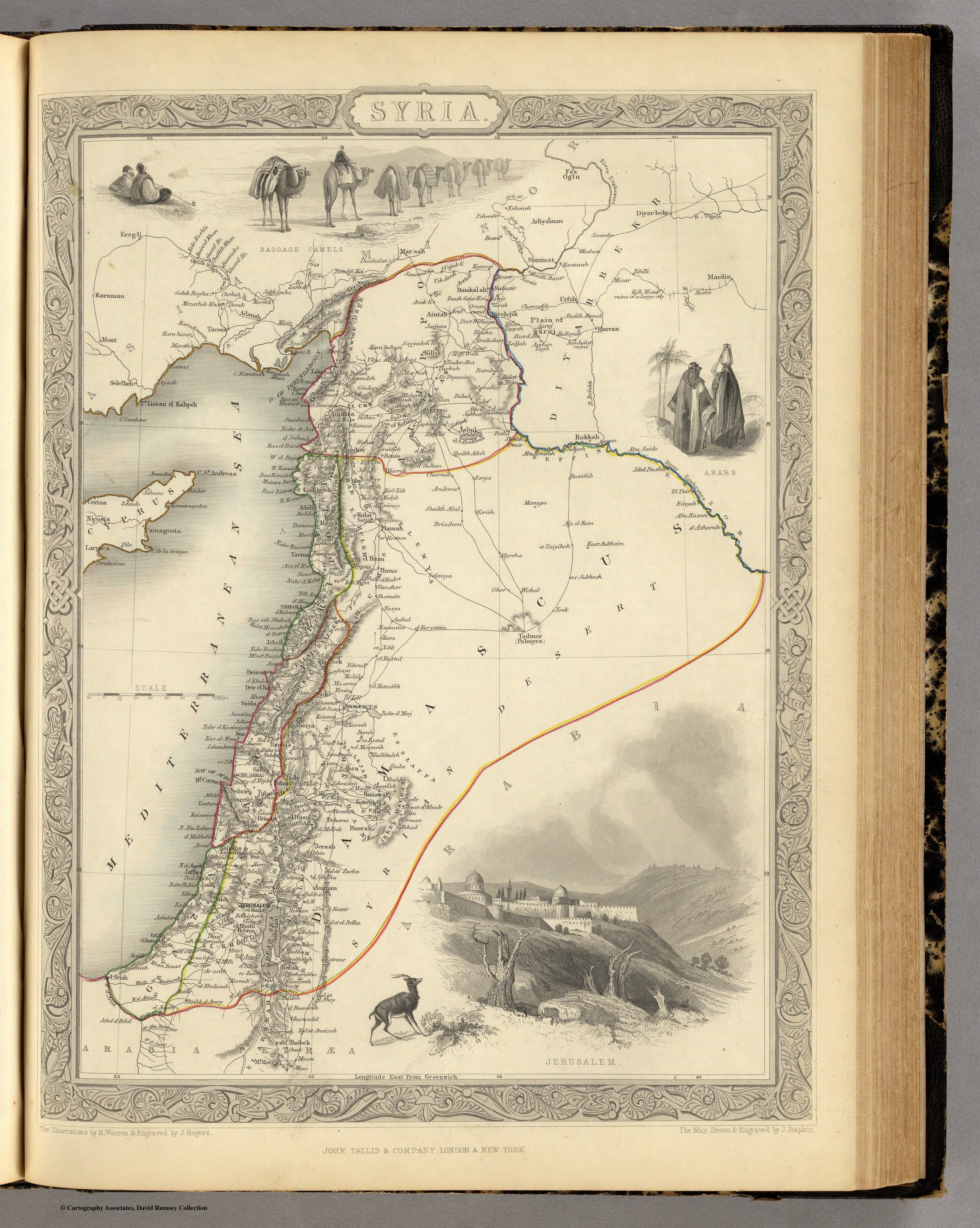
Mapa da Síria otomana, 1851

O Egito estava praticamente controlado pelos Franceses, mas a situação não era segura porque, para além da guerra santa proclamada pelo Sultão, dois outros acontecimentos constituíram graves obstáculos aos planos de Napoleão: a destruição de parte importante da frota francesa na Batalha do Nilo e a notícia de que, na Síria, um exército estava a ser preparado para invadir o Egito e expulsar os Franceses. Este exército estava a ser organizado por Ahmed al-Jazzar, governador turco da Síria. Para que Napoleão pudesse prosseguir os seus planos e avançar para a Índia, era necessário, por um lado, destruir aquele exército turco e, por outro, obter o apoio de alguns povos da região, já que o domínio naval britânico não permitiria grandes (ou talvez nenhuns) apoios de França.

## O teatro de operações
Naquela época, a Síria era uma região do Império Otomano, dividida em cinco “pashaliks” (divisões administrativas governadas por um paxá): Alepo, Damasco, Trípoli, Acre e Jerusalém. A região não é tão desértica como o Egito (exceptuado o Delta e parte importante das margens do Nilo), mas as marchas eram particularmente difíceis, dada a natureza arenosa do terreno e alguma escassez de água. As temperaturas são normalmente elevadas no Verão mas, no Inverno, podem surpreender pelos valores muito baixos, em especial nas zonas mais elevadas. Se pretendermos localizar, em termos actuais, os locais por onde esta expedição passou, devemos procurar informação sobre Península do Sinai, Faixa de Gaza e Israel.

## As forças em presença

### As forças francesas
Napoleão partiu para a expedição da Síria com quatro divisões de infantaria e um corpo de tropas de cavalaria. Transportou consigo a artilharia de campanha, mas não a artilharia de cerco, muito mais pesada. Esta última foi enviada por mar, a partir do porto de Damieta mas, ao chegar ao seu destino, antes do desembarque, foi capturada pelos Britânicos.

As quatro divisões de infantaria estavam sob o comando de Jean Baptiste Kléber, Louis André Bon, Jean Lannes, Jean Reynier e a cavalaria sob o comando de Joachim Murat. Ao todo somavam 13.000 homens e 52 bocas-de-fogo de artilharia. Louis-Alexandre Berthier, o chefe do estado-maior do exército de Napoleão, acompanhou a força expedicionária à Síria.

Ao contrário do que sucedera no início da Campanha do Egito, as tropas francesas estavam agora mais bem equipadas e mais adaptadas ao ambiente do deserto. A maioria já dispunha de cantis para transporte individual de água e utilizavam uniformes de algodão. No entanto, nos meses de Inverno, a Palestina pode ter dias muito frios e as tropas também sofreram com isso. .

### As forças do Império Otomano

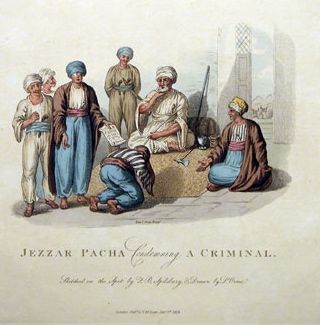
Jezzar em Acre. Pintura de 1800

As forças que se opunham a Napoleão eram formadas por tropas de diversas origens, mas sobretudo por Turcos e Mamelucos. Estavam adaptadas ao teatro de operações. Mostraram frequentemente serem combatentes de valor, mas não dispunham da disciplina nem da capacidade de organização das tropas francesas. Para além da infantaria, estas tropas dispunham sempre de uma cavalaria numerosa, o que lhes proporcionava grande mobilidade.

O exército que o Império Otomano preparou para enfrentar os Franceses estava sob o comando do governador turco da Síria, Ahmed al-Jazzar. É difícil conhecer o total dos seus efectivos, que estavam dispersos por vários fortes mas, para além deste exército, houve a intervenção de um outro, enviado pelo Paxá de Damasco. Apesar de, no total, as forças do Império Otomano serem mais numerosas, verificou-se que nos diversos combates ou batalhas que se registaram, estiveram sempre em inferioridade numérica, com excepção da Batalha do Monte Tabor, em que intervieram as tropas do Paxá de Damasco, e do combate de Beni Adi, a 1 de Maio.

## A expedição

### Preparação
Após ter esmagado a revolta do Cairo (a mais séria de várias revoltas que se desencadearam por todo o Egito), no final de Dezembro Napoleão foi até Suez com um pequeno grupo de reconhecimento. A povoação de Suez tinha já sido ocupada pelo General Bon. O objectivo de Napoleão era contactar e estabelecer relações de amizade com as tribos árabes da Península do Sinai, por forma a poder realizar o seu objectivo de marchar até à Índia. Inicialmente, Napoleão tinha planeado executar este projecto em aliança com a Turquia mas, após ter antagonizado a Sublime Porta, esperou conseguir o levantamento do mundo árabe contra os Turcos. Se o caminho para a Índia implicava a colaboração dos Árabes e se o Egito estava conquistado, porque iria ser lançada uma expedição na Síria?

Napoleão decidiu, sem ordens de Paris, antecipar-se aos planos de Jezzar (que estava a organizar um exército otomano na Síria) e marchar ao seu encontro. O objectivo de Napoleão era avançar até Acre, derrotar as tropas de Jezzar e, então, com um exército de cerca de 50.000 homens, constituído por Franceses mas também por Árabes e Núbios, forçar o Sultão a aceitar a paz e a apoiá-lo na marcha para a Índia. No dia 19 de Novembro, Napoleão enviou um ultimato a Jezzar, no qual declarava considerar como acto de guerra dar guarida às tropas de Ibrahim Bey. Este chefe mameluco tinha retirado para aquela região após a derrota na Batalha das Pirâmides. Não recebeu nenhuma resposta a este ultimato e, assim, decidiu prosseguir com os seus planos. No dia 25 de Janeiro também enviou uma mensagem ao único príncipe indiano que continuava a lutar com sucesso contra o domínio britânico, Fateh Ali Tipu do Reino de Mysore. Nesta mensagem, Napoleão informava Tippu de que, em breve, chegaria com um exército invencível, ao qual se juntariam os Mamelucos e os Árabes do Egito. Para Napoleão, a Síria podia ser a primeira etapa de uma longa marcha, que o poderia conduzir à Índia, mas também a Constantinopla. De acordo com o seu conceito de acção, algumas vitórias militares seriam um incentivo para as vítimas de Jazzar (Maronitas, Drusos ou Xiitas) se reunirem a ele e, também, para estimular a sublevação de diversos povos (Gregos, Arménios, Persas, Curdos ou Turcomanos), com a finalidade de se libertarem do jugo otomano.

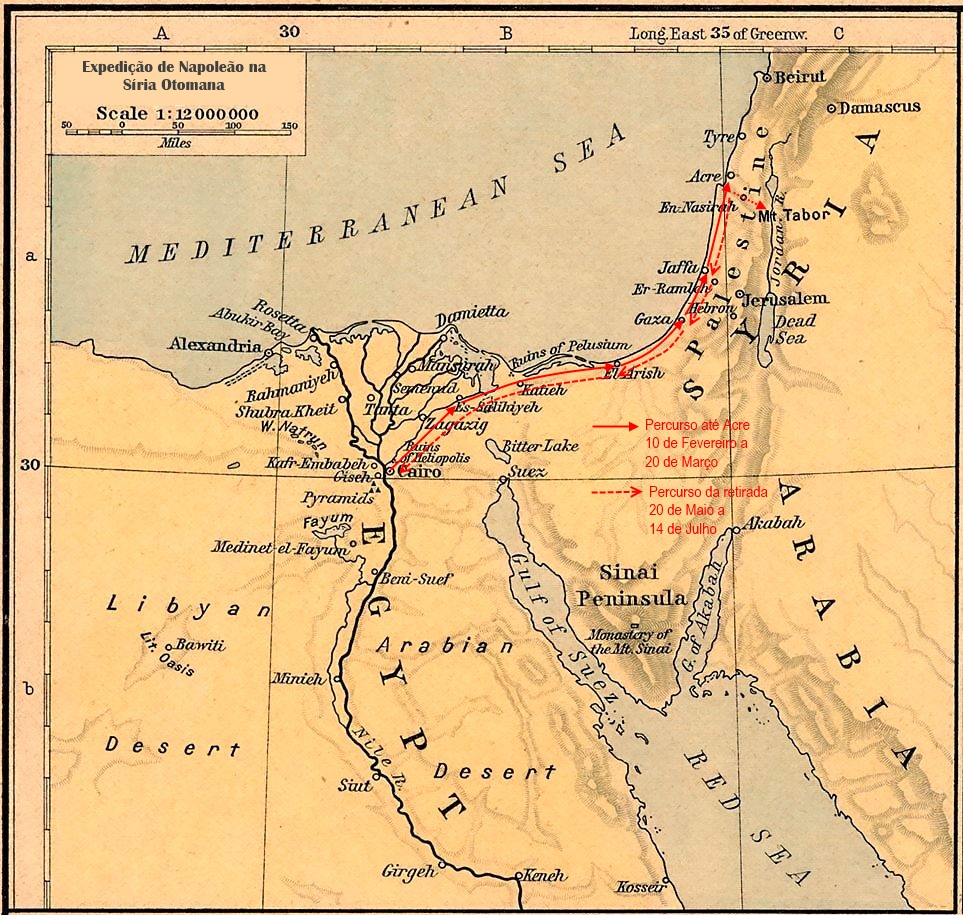
Mapa do teatro de operações da Campanha do Egito e Síria

Mais de metade do exército francês no Egito não participou na expedição à Síria. Charles Dugua ficou com a guarnição do Cairo e com a responsabilidade de toda região do Delta. Jacques-François Menou ficou a comandar a guarnição de Roseta e Auguste de Marmont a de Alexandria. No Baixo Egito ficavam cerca de 10.000 militares e, no Alto Egito, ficavam entre 4.000 e 5.000, isto é, a divisão de Louis Charles Antoine Desaix, que para ali tinha sido enviada em perseguição de Murade Bei. Contudo, Napoleão só pôs o seu plano em execução depois de receber uma mensagem do general Desaix a informar que o exército de Murade Bei deixara de constituir um perigo. Na expedição da Síria participaram também alguns dos cientistas que acompanharam o exército francês ao Egito. Foi o caso, entre outros, de Gaspard Monge, Claude Berthollet, Louis Costaz, Jules-César Savigny e Pierre Jacotin. Este último escolheu fazer o trajecto a pé, até S. João de Acre, munido de uma bússola, com a finalidade de estabelecer uma carta da Palestina.

### Marcha até Acre; conquista de Jafa
A divisão de Reynier formou a guarda avançada e iniciou o movimento quinze dias antes do resto do exército, mas foi parada pelos Turcos no forte de fronteira, em Alarixe (El Arish), a 8 de Fevereiro. Napoleão deixou o Cairo a 10 de Fevereiro de 1799 e iniciou a marcha para a Síria. Após 120 Km de marcha, o exército chegou a Salaheya, no limite oriental do Delta do Nilo, onde começa o deserto. Depois, foi necessário marchar cerca de 20 horas sobre a areia, para atingir o oásis de Qatieh. A próxima etapa, até Al Arish, implicou três dias de marcha, em que dispuseram de não mais de três poços de água, que davam para abastecer, quando muito, dois batalhões.

Napoleão atingiu Alarixe a 17 de Fevereiro. Com a sua artilharia de campanha, sujeitou a um duro bombardeamento as forças de Jazzar que se tinham barricado nas casas, no exterior das muralhas, sob protecção da artilharia da fortaleza. Após os primeiros combates, em que os Franceses fizeram cerca de 500 prisioneiros, a maior parte das tropas refugiou-se na fortaleza e a cavalaria reuniu-se a cerca de 2 Km de distância. No dia 20 de Fevereiro, a guarnição do forte, constituída por 900 Turcos e Mamelucos, rendeu-se aos Franceses, embora estes tenham perdido cerca de 400 homens no ataque ao forte. A maior parte da guarnição turca foi libertada sob palavra de, durante um ano, não combaterem contra os Franceses. A marcha continuou e Gaza foi ocupada no dia 24, sem oferecer resistência. O mesmo não se passou em Jafa, cuja guarnição era constituída por tropas de Jezzar. A população da Síria era predominantemente árabe, mas as guarnições das fortalezas eram turcas. No dia 7 de Março, após três dias de combates e depois de os sapadores franceses terem aberto uma brecha nas muralhas da cidade, Jafa foi assaltada e saqueada. No entanto, cerca de 2.500 Turcos refugiaram-se na cidadela, que só foi conquistada no dia seguinte. Foram capturados 2.000 ou 2.500 Turcos, muitos dos quais tinham sido libertados sob palavra em El Arish. Foram encontradas 400.000 rações de biscoito e 100 toneladas de arroz..

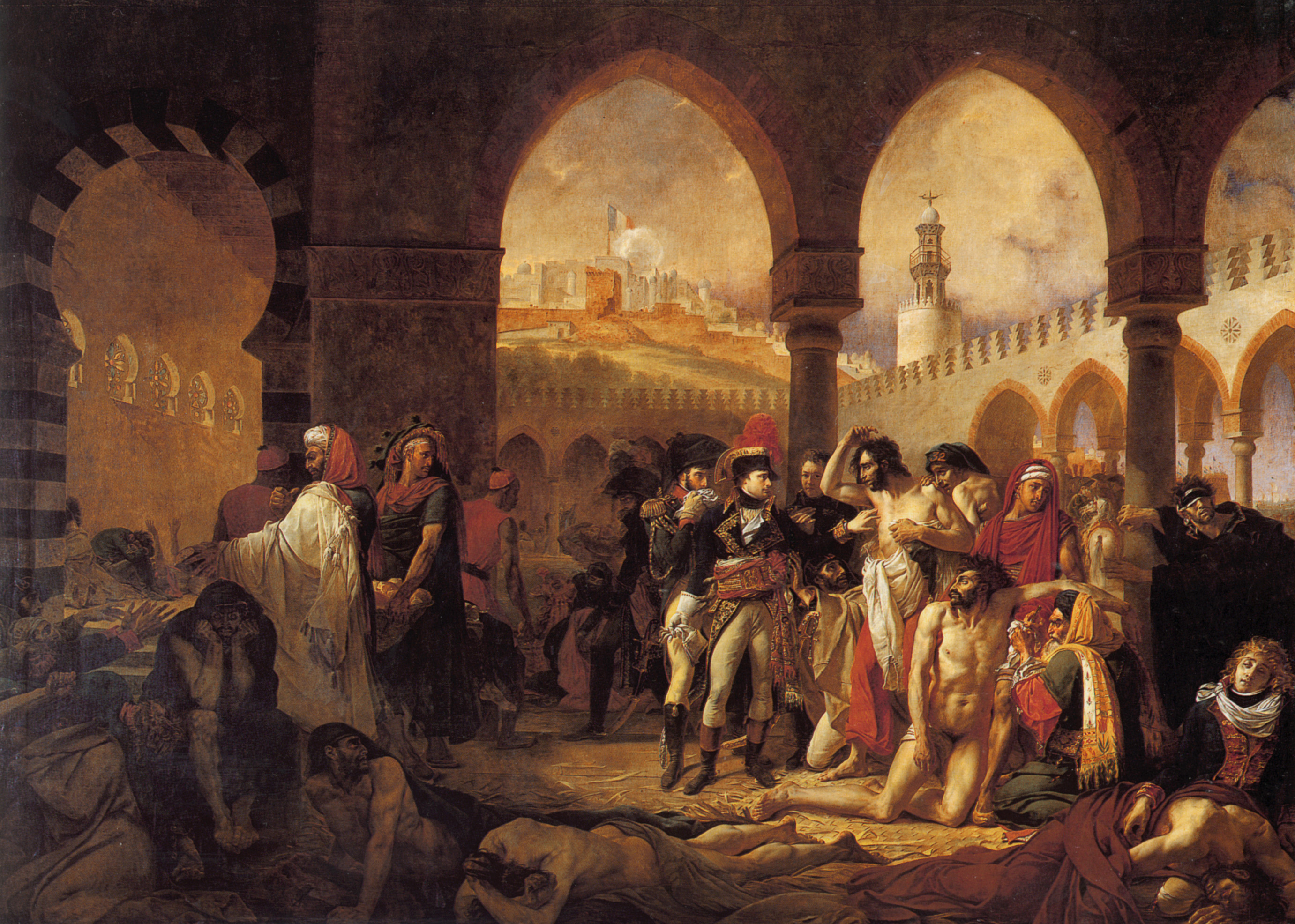
Napoleão Bonaparte visitando as vítimas da peste em Jafa, a 11 de Março de 1799. por Antoine-Jean Gros, 1804, Museu do Louvre, Paris

Nesta altura, Napoleão já tinha menos de 13.000 homens. Por um lado, houve baixas nos combates e, por outro lado, parte das tropas estava doente, muitos devido à fadiga, às privações de água e a uma alimentação sem condições, mas também começaram a aparecer outros sinais mais inquietantes: peste bubónica. Em média, morriam 30 soldados por dia. Já tinham sido assinalados casos de peste em Alexandria, em Dezembro de 1798. Também se tinham registado casos em Abukir. Estes factos não impediram Napoleão de avançar com os seus planos. Napoleão não podia dispor de tropas para guardar os prisioneiros ou escoltá-los até ao Egito. Se os libertasse, voltariam certamente a combater contra os Franceses em algum local mais à frente, ou atacariam as colunas, mal reiniciassem a marcha. Considerando o tamanho da força, ele tinha de escolher entre matar os prisioneiros ou abortar a expedição. Napoleão mandou executar os prisioneiros, sem problemas de consciência, porque os Turcos também torturavam os prisioneiros franceses até à morte. Foram executados à baioneta, para não gastarem munições, 800 prisioneiros no dia 8 de Março, 600 no dia 9 e 1.041 no dia 10. Napoleão adoptou a moralidade do seu inimigo.

No dia 11 de Março, Napoleão visitou o hospital montado na mesquita de Jafa, onde se encontravam os militares franceses que tinham contraído a peste, expondo-se ele próprio à doença. Esteve ali cerca de hora e meia e falou com os doentes que estavam em condições de o ouvir. Inteirou-se dos aspectos administrativos do hospital. Afirmou que a peste não atingiria aqueles que mostravam não ter medo da doença. Dado que ele não foi contagiado, a sua atitude reduziu o medo dos seus homens à doença e levantou o moral. Deixou um pequeno destacamento para guardar os doentes e retomou a marcha.

### Cerco de Acre; Batalha de Monte Tabor
A 17 de Março de 1799, Napoleão chegou a Haifa, quase 500 Km no interior da Síria, e pôs cerco a Acre. Não dispunha da artilharia de cerco (44, 24, 16 Libras e morteiros pesados), pois tinha-a enviado por mar, onde foi capturada pelos navios britânicos sob o comando do Comodoro William Sidney Smith. Embora a fortaleza de S. João de Acre fosse antiga, anterior às Cruzadas, tinha sido fortalecida pelos Cavaleiros Hospitalários. As suas muralhas, apesar de maltratadas, eram espessas e resistentes à artilharia de campanha. Estavam reforçadas por várias torres e um castelo no interior, e defendidas por 250 bocas-de-fogo de artilharia. A sua posição geográfica, numa península rochosa, tornava-a praticamente inexpugnável. A sua guarnição, sob comando turco, era apoiada por uma esquadra britânica comandada pelo comodoro Sidney Smith. Foi esta esquadra que conseguiu capturar a artilharia de cerco de Napoleão. Além dos britânicos, encontrava-se em Acre um francês, Louis-Edmond Antoine Le Picard de Phélippeaux, que tinha estudado juntamente com Napoleão. Phélipaux ajudou a utilizar a artilharia da praça de Acre contra as forças francesas. Morreu em Acre, provavelmente com peste.

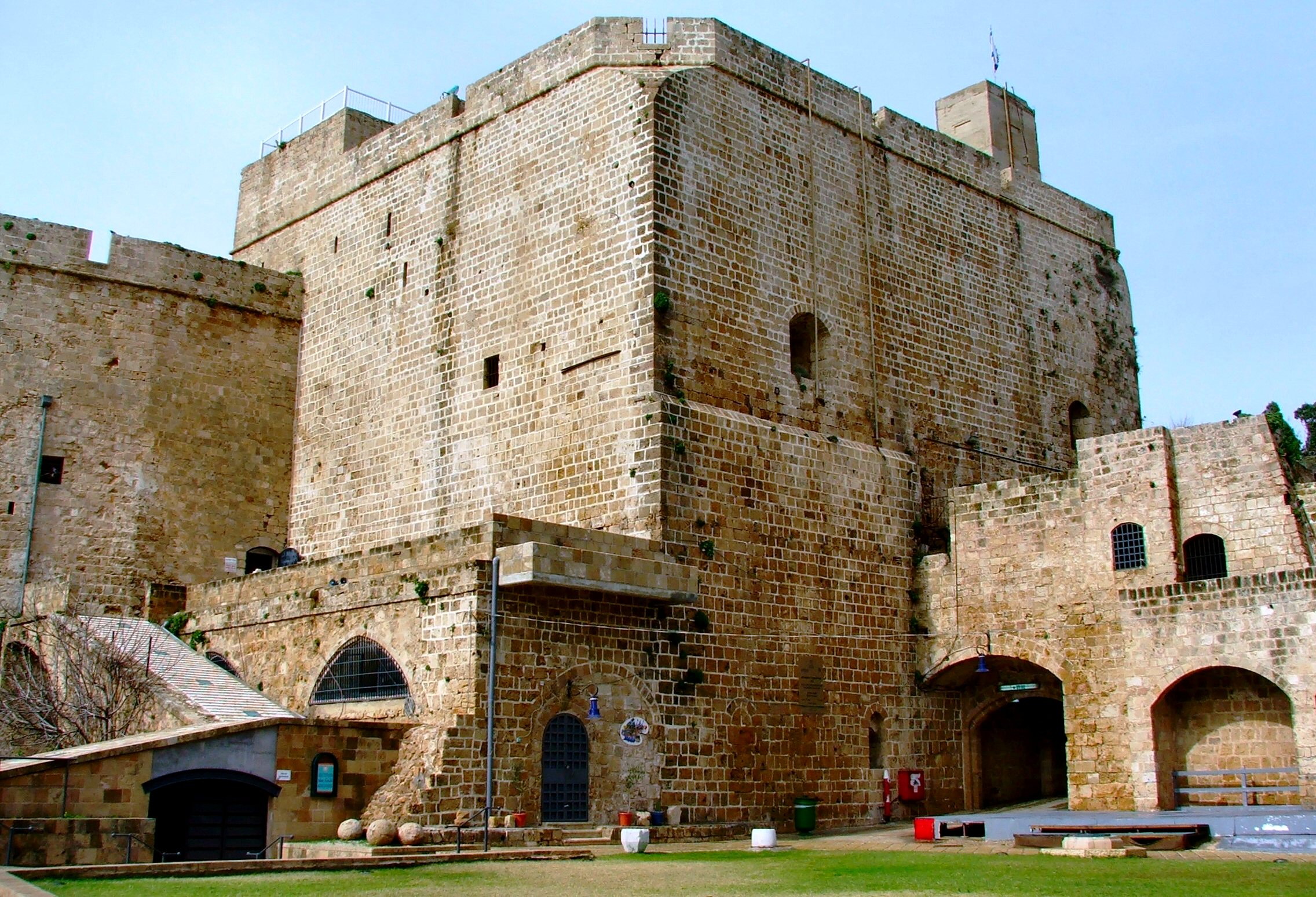
Torre das fortificações de Acre

Napoleão estabeleceu o seu quartel-general no Monte Carmelo, a partir de onde podia observar para norte, na direcção da fortaleza de Acre, sobre a baía. Dadas as circunstâncias, iniciou o cerco sem artilharia pesada. Apesar desta desvantagem, atacou as muralhas da fortaleza. O primeiro assalto foi lançado no dia 28 de Março, mas não obteve sucesso. Outro assalto, lançado no dia 1 de Abril, foi igualmente infrutífero e os Franceses sofreram baixas pesadas. Além das perdas provocadas pelos combates, continuavam a verificar-se vítimas da peste, a uma média de 140 por semana. Sidney Smith reforçou a guarnição turca com cerca de 800 “marines” (Infantaria de marinha). O cerco continuou, mas surgiu uma nova ameaça: o Paxá de Damasco enviou uma força turca para atacar os sitiantes pela retaguarda.

No dia 16 de Abril, Kléber, com um destacamento de 2.000 homens, foi atacado no Monte Tabor, no Vale de Jizreel, a sudeste de Acre. Os Franceses aguentaram o ataque durante dez horas, até ficarem quase sem munições. Quando se previa que não podiam continuar a sustentar a defesa, Napoleão chegou com a divisão do General Bon e obrigou os Turcos a retirar. Durante as três semanas seguintes, os Franceses lançaram repetidos ataques à fortaleza de Acre, com pesadas baixas, mas nunca obtiveram sucesso, apesar dos danos provocados nas muralhas com a artilharia e operações de minagem. O último assalto foi realizado no dia 10 de Maio.

### Retirada / Regresso ao Egito
Em meados de Maio, Napoleão teve conhecimento de que Sir Sidney Smith estava a transportar um exército turco para o Egito. Levantou o cerco e, a 20 de Maio, iniciou a marcha de regresso ao Cairo. Antes de iniciar a retirada, no dia 16, deu ordens (que não foram obedecidas) ao seu principal oficial médico, René-Nicolas Dufriche Desgenettes, para que fosse administrada uma dose letal de ópio aos doentes com peste, com a finalidade de os poupar à tortura dos Turcos. Depois de ter retirado, os doentes e feridos que ficaram no Mosteiro de Stella Maris foram massacrados pelos Turcos. No dia 24, o exército francês estava em Jafa e, no dia 27, Napoleão escreveu para o Directório referindo-se aos gloriosos acontecimentos passados nos últimos três meses na Síria e afirmou que não tinha permitido que as suas tropas entrassem em Acre, devido à peste que ali grassava. Após ter retirado todos os homens que estivessem em condições de marchar, do hospital militar em Jafa, ordenou ao chefe farmacêutico que administrasse veneno aos 50 que não estavam em condições de acompanhar o exército. No dia seguinte, os Franceses fizeram explodir as fortificações de Jafa. No dia 30 de Maio chegaram a Gaza e demoraram dez dias a percorrer o itinerário de retirada, através do Deserto do Sinai.

O exército francês chegou ao Cairo a 14 de Junho. Era um corpo de tropas desmoralizadas e à beira de um motim. Dos 13.000 homens que compunham a força no início da campanha, 2.500 tinham morrido e outros 2.500 estavam doentes. Destes últimos, metade não chegou ao Egito.

## Memoriais
A colina na qual Napoleão estabeleceu o seu quartel-general, a sudeste de Acre, ainda hoje é conhecida como "Colina de Napoleão". Em Acre também existe uma rua denominada "Napoleon Bonaparte", a única em Israel com este nome.

Entre a população árabe da parte antiga da cidade de Acre, o conhecimento do sucesso da resistência ao ataque de um conquistador tão famoso é uma fonte de orgulho cívico e patriotismo local. De acordo com a lenda, ao levantar o cerco de Acre, Napoleão fez com que o seu chapéu fosse atirado para dentro de Acre através de um tiro de canhão de forma que, pelo menos parte dele entraria na cidade.

|  |  |  |  |